# Kasey Badger
Pour les articles homonymes, voir Badger.
Kasey Badger, née le 11 mars 1987 à Parrametta est une arbitre internationale australienne de rugby à XIII. 
Elle est la première dans l'histoire du rugby à XIII  à arbitrer une rencontre masculine de Coupe du monde le 24 octobre 2022 ; le match Tonga-Pays de Galles lors de la coupe du monde de 2021.

## Biographie
« Fan et amatrice de rugby à XIII  », Kasey Badger entame une carrière sur le tard d'arbitre, aidée en cela par son mari Gavin, arbitre également de rugby à XIII.
En 2018, elle officie dans le championnat australien de rugby à XIII féminin, pour ensuite exercer son métier en « NRL Women's premiership  » , c'est-à-dire le plus haut niveau. En 2022, elle arbitre ainsi la finale Parrameta Eels- Newcastle Knights.
Lors de la coupe du monde de 2021, elle fait partie des trois femmes désignées pour officier lors des matchs de coupe du monde.
Sa désignation comme arbitre de la rencontre Tonga-Pays de galles est considérée comme un évènement historique par les médias qui soulignent la qualité de sa prestation. 